# تفجير حافلة تبليسي آغدام عام 1990
وقع  تفجير حافلة تبليسي أغدام عام 1990، والمعروف أيضًا بتفجير حافلة خانلار عام 1990، في 10 أغسطس 1990 بالقرب من خانلار (كويكول الآن) عندما انفجرت عبوة ناسفة في حافلة تبعد 12.5كم عن كنجه ثاني أكبر مدن أذربيجان.

## الوفيات
كانت الحافلة التي تقل 60 راكبًا متجهة من العاصمة الجورجية تبليسي إلى مدينة آغدام الأذربيجانية. تتراوح تقارير الوفيات من 15 إلى 20. يتراوح عدد المصابين بدرجات مختلفة من الإصابات بين 16 و30.

## الجناة
نفذ التفجير اثنان من العرق الأرمني، يُزعم أنهما ناشطان في منظمة فريز المتشددة، ومقرها في روستوف أون دون. كان أول ظهور للمنظمة هو تفجير حافلة تبليسي - باكو في 16 سبتمبر 1989 مما أسفر عن مقتل 5 مدنيين وجرح 27 آخرين. كان مرتكبو تفجير خانلار هما متشددان أرمينيان وهما أرمين ميخائيلوفيتش أفانسيان وميخائيل ميخائيلوفيتش تاتيفوسوف (تاتيفوسيان) اللذين اعتُقلا قبل تنفيذ مؤامرتهما المقبلة على نفس طريق آغدام - تبليسي، والتي خُطط لها في 17 يونيو 1991. اتهمتهما المحكمة العليا في أذربيجان الرجلين ووجدتهما مذنبين في مايو 1992، وحكمت عليهما بالإعدام وب15 عامًا على التوالي. تم تبادل تاتيفوسوف في وقت لاحق لرهينة أذربيجاني في مقاطعة تارتار في أذربيجان في مايو 1992.